# Antonino Lo Sciuto
Antonino Lo Sciuto (* 21. März 1945 in Castelvetrano, Sizilien) ist ein italienischer Polizeifunktionär und Politiker.
Lo Sciuto studierte an der Universität Rom Rechtswissenschaften und arbeitete zunächst als Anwalt. 1971 trat er in den Polizeidienst ein, zunächst als Vize-Kommissar in Genua, anschließend von 1972 bis 1981 als Leiter des Amtes für kriminalpolizeiliche Ermittlungen und Verantwortlicher der kriminalpolizeilichen Abteilung in Bozen. In der Folge kehrte er nach Rom zurück, wo er sich für die Gründung der Polizeigewerkschaft SIULP engagierte, deren Generalsekretär er von 1987 bis 1993 war.
1993 wurde Lo Sciuto zum Leiter der Quästur Bozen ernannt. 1998 trat er von diesem Amt zurück, um für die Lista Civica – Forza Italia – Centro Cristiano Democratico bei den Landtags- und Regionalratswahlen zu kandidieren, konnte allerdings kein Mandat erringen. In der Folge wurde er ins italienische Innenministerium versetzt. Nachdem 1999 Beniamino Migliucci als Abgeordneter zurückgetreten war, rückte Lo Sciuto an seiner Stelle bis zum Ende der Legislaturperiode 2003 in den Südtiroler Landtag und den Regionalrat Trentino-Südtirol nach.